# Liste der Nummer-eins-Hits in den US-Dancecharts
Die Liste der Nummer-eins-Hits in den US-Dancecharts basiert auf den von Billboard ermittelten Hot Dance/Electronic Songs (Singles) sowie den Top Dance/Electronic Albums (Alben).

## Künstler mit den meisten Nummer-eins-Hits in den US-Dancecharts
The Chainsmokers (6)
- #Selfie
- Roses
- Don’t Let Me Down
- Closer
- Paris
- Something Just Like This

Calvin Harris (4)
- Summer
- Blame
- This Is What You Came For
- Feels

Zedd (4)
- Break Free
- I Want You to Know
- Stay
- The Middle

## Meiste Wochen auf Platz eins

### Singles
69 Wochen
- Marshmello & Bastille − Happier

33 Wochen
- Zedd, Maren Morris & Grey − The Middle

27 Wochen
- The Chainsmokers feat. Halsey − Closer

26 Wochen
- Avicii feat. Aloe Blacc − Wake Me Up

25 Wochen
- The Chainsmokers & Coldplay − Something Just Like This

23 Wochen
- Major Lazer and DJ Snake feat. MØ − Lean On
- Saint Jhn − Roses (Imanbek Remix)

### Alben
145 Wochen
- Lady Gaga − The Fame

46 Wochen
- The Chainsmokers − Memories…Do Not Open

39 Wochen
- Gnarls Barkley − St. Elsewhere

36 Wochen
- Lady Gaga − Chromatica

34 Wochen
- Gorillaz − Demon Days

21 Wochen
- Daft Punk − Random Access Memories

## Deutsche Künstler mit Nummer-eins-Hits
| Singles (6) | Alben (3) |
| --- | --- |
| - Ariana Grande feat. Zedd – Break Free, 2014, 9 Wochen - Mr. Probz und Robin Schulz – Waves, 2014, 11 Wochen - Lilly Wood & the Prick und Robin Schulz – Prayer in C, 2015, 5 Wochen - Zedd feat. Selena Gomez – I Want You to Know, 2015, 6 Wochen - Zedd und Alessia Cara – Stay, 2017, 7 Wochen - Zedd, Maren Morris und Grey – The Middle, 2018, 33 Wochen | - Enigma – Voyageur, 2017, 1 Wochen - Zedd – True Colors, 2015, 2 Wochen - Enigma – The Fall of a Rebel Angel, 2016, 1 Wochen |

## Künstler, die sich selbst auf Platz eins ablösten
- 2014: Avicii – Wake Me Up → Hey Brother
- 2015: Diplo – Where Are Ü Now → Lean On (als Mitglied von Major Lazer)
- 2017: The Chainsmokers – Closer → Paris
- 2017: The Chainsmokers – Paris → Something Just Like This